# Supercoppa ucraina 2020 (pallavolo femminile)
La Supercoppa ucraina 2020 si è svolta il 24 ottobre 2020: al torneo hanno partecipato due squadre di club ucraine e la vittoria finale è andata per la prima volta al Prometej.

## Regolamento
Le squadre hanno disputato una gara unica.

## Squadre partecipanti
| Squadra  | Qualificazione                       | Ultima partecipazione   |
| -------- | ------------------------------------ | ----------------------- |
| Prometej | 1ª in Superliha 2019-20              | Debutto                 |
| Chimik   | Vincitrice Coppa d'Ucraina 2019-2020 | Supercoppa ucraina 2019 |

## Torneo
| 24 ottobre 2020 SK Epicentr, Horodok Durata: 2h:05 - Spettatori: ? | Prometej | 3 - 2 | Chimik | 21-25, 27-25, 19-25, 25-21, 17-15 |